# Science Without Numbers
Science Without Numbers: A Defence of Nominalism (Ciencia sin números: una defensa del nominalismo) es un libro de 1980 sobre la filosofía de las matemáticas de Hartry Field. En el libro, Field defiende el nominalismo, la visión de que los objetos matemáticos como los números no existen. El libro fue escrito en términos generales en respuesta a un argumento a favor de la existencia de objetos matemáticos llamado el argumento de indispensabilidad. Según este argumento, la creencia en objetos matemáticos está justificada porque las matemáticas son indispensables para la ciencia. El proyecto principal del libro es producir reconstrucciones técnicas de la ciencia que eliminen la referencia a las entidades matemáticas, mostrando así que las matemáticas no son indispensables para la ciencia.
Basándose en la axiomatización de la geometría de Hilbert, que evita las distancias numéricas en favor de relaciones geométricas primitivas, Field demuestra un enfoque para reformular la teoría de la gravedad de Newton sin necesidad de hacer referencia a números. Según el programa filosófico de Field, las matemáticas se utilizan en la ciencia porque son útiles, no porque sean verdaderas. Apoya esta visión con la idea de que las matemáticas son conservadoras, es decir, que no pueden utilizarse para derivar hechos físicos más allá de aquellos ya implicados en los aspectos físicos de una teoría. Además, demuestra que las afirmaciones de su reformulación nominalista pueden asociarse sistemáticamente con afirmaciones matemáticas, lo que, según él, explica cómo se pueden utilizar las matemáticas para derivar legítimamente hechos físicos de teorías científicas.

## Antecedentes
Science Without Numbers surgió durante un período de renovado interés en la filosofía de las matemáticas después de una serie de artículos influyentes de Paul Benacerraf, particularmente su artículo de 1973 «Mathematical Truth». En ese artículo, Benacerraf sostuvo que no está claro cómo se puede conciliar la existencia de objetos matemáticos no físicos, como números y conjuntos, con una epistemología científicamente aceptable. Este argumento fue una de las motivaciones de Field para escribir Science Without Numbers; su objetivo era proporcionar una explicación de las matemáticas que fuera compatible con una visión naturalista del mundo.
El objetivo principal del libro era defender el nominalismo, la visión de que los objetos matemáticos no existen, y socavar las motivaciones del platonismo, la visión de que los objetos matemáticos sí existen. Field creía que el único buen argumento a favor del platonismo es el argumento de indispensabilidad de Quine-Putnam, que sostiene que deberíamos creer en los objetos matemáticos porque las matemáticas son indispensables para la ciencia. Una motivación clave del libro fue socavar este argumento mostrando que las matemáticas son, de hecho, prescindibles para la ciencia.
Independientemente del atractivo del nominalismo, Field estaba motivado por el deseo de formular explicaciones científicas «en términos de las características intrínsecas del sistema, sin invocar entidades extrínsecas». Para Field, los números son extrínsecos a la física ya que son causalmente irrelevantes para el comportamiento de los sistemas físicos. Argumentó que las cosas intrínsecas a las teorías físicas, como los objetos físicos y el espacio-tiempo, deberían preferirse al construir explicaciones en la ciencia.
Según Field, comenzó a trabajar en el libro en el invierno de 1978, con la intención de escribir un artículo extenso para una revista. Sin embargo, durante el proceso de redacción, se volvió demasiado largo para poder publicarlo en formato de revista. Fue publicado inicialmente en 1980 por Princeton University Press; una segunda edición fue publicada en 2016 por Oxford University Press presentando cambios mínimos en el texto principal y un nuevo prefacio.

## Resumen
Science Without Numbers comienza con algunas observaciones preliminares en las que Field aclara sus objetivos para el libro. Señala que le preocupa principalmente defender el nominalismo frente a los argumentos más fuertes a favor del platonismo (en particular, el argumento de la indispensabilidad) y que está menos centrado en presentar un argumento positivo para su propia visión. Distingue la forma de nominalismo que pretende defender, el ficcionalismo, de otros tipos de nominalismo que eran más populares en la filosofía de las matemáticas en esa época. Las formas de nominalismo populares en ese momento eran revisionistas en el sentido de que apuntaban a reinterpretar las oraciones matemáticas para que no se refirieran a objetos matemáticos. Por el contrario, el ficcionalismo de Field acepta que las matemáticas están comprometidas con la existencia de objetos matemáticos, pero sostiene que las matemáticas son simplemente falsas.
Field adopta una explicación instrumentalista de las matemáticas, argumentando que las matemáticas no tienen que ser verdaderas para ser útiles. Field sostiene que, a diferencia de entidades teóricas como los electrones y los cuarks, los objetos matemáticos no permiten que las teorías predigan nada nuevo. En cambio, el papel de las matemáticas en la ciencia es simplemente ayudar a derivar conclusiones empíricas a partir de otras afirmaciones empíricas, lo que teóricamente podría ocurrir sin usar las matemáticas en absoluto. Field desarrolla esta idea instrumentalista con más detalles técnicos utilizando la idea de que las matemáticas son conservadoras. Esto significa que si una afirmación nominalista es derivable de una teoría científica con el uso de las matemáticas, entonces también es derivable sin las matemáticas. Por lo tanto, el éxito predictivo de la teoría se puede explicar plenamente por la verdad de las partes nominalistas de la ciencia, excluyendo cualquier matemática. 
Field toma el conservadurismo de las matemáticas para explicar por qué es aceptable que las matemáticas se utilicen en la ciencia. Sostiene además que su utilidad se debe a que simplifica la derivación de conclusiones empíricas. Por ejemplo, aunque la aritmética básica puede reproducirse de forma no numérica en la lógica de primer orden, las derivaciones que esto produce son mucho más largas. Field muestra cómo las matemáticas pueden evitar estas derivaciones mediante el uso de leyes puente, que pueden conectar enunciados nominalistas con enunciados matemáticos, permitiendo que las derivaciones procedan eficientemente dentro de las matemáticas antes de volver a la teoría nominalista.
La reformulación de la física de Field se basa en la axiomatización de la geometría de Hilbert, en la que las distancias numéricas se sustituyen por relaciones entre puntos del espacio-tiempo como la intermediación y la congruencia. Hilbert demostró un teorema de representación que muestra que estas relaciones entre puntos del espacio-tiempo son homomórficas a las relaciones numéricas de distancia. Esta noción de teorema de representación sirve como ley puente en el enfoque de Field, permitiendo que el razonamiento matemático se asocie con sus contrapartes nominalistas de una manera estrictamente preservadora de la estructura.
Además del tratamiento de la geometría de Hilbert, la reformulación de Field toma ideas similares de la teoría de la medición para nominalizar cantidades físicas escalares como la temperatura y el potencial gravitacional. Field vuelve a utilizar conceptos relacionales (como la intermediación de temperaturas y la congruencia de temperaturas) para recuperar varias características de los campos escalares en física. Ampliando ideas de las secciones anteriores del libro, Field produce versiones nominalistas de los conceptos de continuidad, productos, derivadas, gradientes, laplacianos y cálculo vectorial. Utilizando estas reconstrucciones nominalistas, Field muestra cómo reformular tanto la ecuación de campo de la gravedad newtoniana (ecuación de Poisson) como su ecuación de movimiento. Además de los contenidos técnicos del libro, Science Without Numbers también incluye debates sobre la viabilidad filosófica del enfoque de Field, incluidos los beneficios de las explicaciones intrínsecas y los desafíos de su uso prolífico de puntos espacio-temporales y lógica de segundo orden.

## Detalles técnicos y análisis

### Conservadurismo
El conservadurismo de las matemáticas afirma que, para cualquier teoría nominalista N y teoría matemática M, todo lo que es una consecuencia lógica de N + M también debe ser una consecuencia lógica de sólo N. Sin embargo, el concepto de consecuencia lógica es ambiguo. Puede pensarse semánticamente; en cuyo caso, se expresa en términos de la imposibilidad lógica de que la teoría sea verdadera y la afirmación implicada sea falsa. O puede pensarse sintácticamente, es decir, expresarse en términos de la derivabilidad del enunciado implicado a partir de la teoría. En Science Without Numbers, Field incluyó pruebas de lógica de primer orden de que las matemáticas son conservadoras tanto sintáctica como semánticamente. Sin embargo, para su nominalización completa de la teoría gravitacional newtoniana, que se basa en la ógica de segundo orden, sólo demostró que las matemáticas son semánticamente conservadoras.
Un área destacada de discusión en Science Without Numbers son los problemas que surgen de estas dos ideas de consecuencia lógica. Según Stewart Shapiro, el proyecto Science Without Numbers se entiende mejor cuando se asume una versión sintáctica del conservadurismo. A lo largo de Science Without Numbers, el conservadurismo se explica en términos de derivabilidad, y la interpretación semántica es potencialmente problemática para el nominalismo porque se basa en la existencia de cosas como modelos o posibilidades. Por otra parte, una versión de los teoremas de incompletitud de Gödel es válida para la nominalización de Field. Esto significa que hay algunos hechos sobre el espacio-tiempo que no pueden derivarse de la teoría nominalista de Field y, por lo tanto, el resultado de conservadurismo sintáctico no es válido para la teoría completa de segundo orden de Field.
Una cuestión relacionada se refiere al uso que hace Field de la metalógica. Su prueba de conservadurismo semántico fue una prueba de teoría de modelos que utilizó la teoría de conjuntos, y su prueba de conservadurismo sintáctico fue una prueba de la teoría de la demostración que utilizó la teoría de pruebas estándar. Estas pruebas son metalógicas porque tratan de las propiedades de los sistemas lógicos y definen términos lógicos como consecuencia lógica. Un argumento contra Field es que su uso de la metalógica no es aceptable porque sus pruebas incluyen objetos matemáticos como modelos y pruebas, pero no había proporcionado una nominalización de la metalógica.
En Science Without Numbers, Field afirmó que su uso de objetos matemáticos era válido porque su argumento era meramente un reductio ad absurdum; un argumento según el cual asumir que las matemáticas son verdaderas las deja en «una posición inestable: implica su propia injustificabilidad». Sin embargo, algunos análisis de la obra criticaron esta justificación, afirmando que Field utilizó el conservadurismo para explicar por qué es aceptable el uso de las matemáticas en la ciencia, lo que va más allá de un argumento reductiovista. En artículos publicados después de Science Without Numbers en respuesta a estas objeciones, Field intentó dar una interpretación nominalista de la metalógica tomando los operadores modales como primitivos y usándolos para definir una versión semántica de la consecuencia lógica.

### Dispensabilidad y atractivo
Science Without Numbers intenta mostrar la prescindibilidad de las matemáticas para la ciencia. Sin embargo, Field no entendía la prescindibilidad simplemente como la capacidad de eliminar las matemáticas de la ciencia; exigía además que esa eliminación diera como resultado una teoría «atractiva». Técnicamente, cualquier clase de entidades es eliminable de una teoría siempre que pueda separarse del resto de la teoría, según el teorema de Craig. Sin embargo, Field rechazó este enfoque para eliminar entidades por considerarlo poco informativo, ya que no da como resultado una teoría basada en «un pequeño número de principios básicos».
En Science Without Numbers, Field argumentó que su teoría nominalista era atractiva porque ofrece explicaciones intrínsecas de los hechos físicos. Field no define con precisión la intrinsicalidad pero sí dice que las entidades extrínsecas son aquellas «cuyas propiedades son irrelevantes para el comportamiento del sistema que se está explicando». También afirma que las explicaciones extrínsecas tienden a ser arbitrarias porque se basan en elecciones arbitrarias sobre unidades de medida como pulgadas o metros. Sostiene que las teorías intrínsecas pueden eliminar la arbitrariedad e incluso explicar la arbitrariedad encontrada en otras formulaciones. Por ejemplo, un teorema de unicidad para los axiomas de Hilbert muestra que las reglas de la geometría son invariantes bajo un factor multiplicativo de la distancia; para Field, esto explica por qué diferentes unidades de medida son igualmente válidas en términos de la estructura intrínseca del espacio-tiempo.

## Legado
Science Without Numbers ganó conjuntamente el Premio Lakatos de 1986, un galardón otorgado a «contribuciones destacadas a la filosofía de la ciencia» por la Escuela de Economía de Londres, junto con La imagen científica de Bas van Fraassen.
En noviembre de 2020 se celebró la conferencia Science Without Numbers, 40 Years Later. El sitio web de la conferencia dijo que el libro se había «convertido en una de las obras más influyentes en la filosofía de las matemáticas» y que su impacto se había extendido a varias otras áreas de la filosofía.

### Citas
1. ↑  Irvine, 1990, pp. ix–xi.
2. ↑  
Irvine, 1990, p. xi; Burgess, 1990, p. 2.
3. ↑  
Buijsman, 2017, p. 507; Clendinnen, 1982, p. 283.
4. 1 2  Colyvan, 2001, p. 69.
5. ↑  
Eddon, 2014, p. 271; Marcus, 2013, pp. 166–168.
6. ↑  Field, 2016, Preface to Second Edition, P-1.
7. ↑  Hellman y Leng, 2019, p. 1.
8. ↑  Buijsman, 2017, p. 508.
9. ↑  Clendinnen, 1982, p. 283.
10. ↑  Colyvan, 2001, pp. 67–68.
11. ↑  
Farrell, 1981; Malament, 1982, p. 523.
12. ↑  Chihara, 2004, pp. 108–111.
13. ↑  
Colyvan, 2001; Paseau, 2023, p. 14.
14. ↑  Malament, 1982, p. 523.
15. ↑  MacBride, 1999, pp. 434–435.
16. ↑  
Colyvan, 2001, pp. 72–73; Farrell, 1981, pp. 236–237.
17. ↑  MacBride, 1999, p. 436.
18. ↑  
Clendinnen, 1982, pp. 286–287; Meyer, 2009, pp. 284–285.
19. ↑  
Clendinnen, 1982, p. 287; Manders, 1984, p. 304.
20. ↑  Clendinnen, 1982, p. 287.
21. ↑  
Buijsman, 2017, p. 509; Friedman, 1981, p. 506.
22. ↑  Leng, 2010, pp. 48–49.
23. ↑  Shapiro, 1983, p. 525.
24. ↑  Mortensen, 1998, p. 183.
25. ↑  
Shapiro, 1983, pp. 525–526, 528; Leng, 2010, pp. 51–52.
26. ↑  Shapiro, 1983, pp. 526–527.
27. ↑  Chihara, 2004, p. 319.
28. ↑  MacBride, 1999, p. 442.
29. ↑  
Paseau y Baker, 2023, p. 16; Lockwood, 1982, p. 282.
30. ↑  
Hale, 1990, p. 123; Chihara, 1991, p. 162.
31. ↑  
Hale, 1990; Leng, 2010, p. 52.
32. ↑  
Colyvan, 2001, pp. 77, 88; Field, 2016, p. 8.
33. ↑  Colyvan, 2001, p. 88.
34. 1 2  Milne, 1986, p. 341.
35. ↑  
Milne, 1986, p. 342; Eddon, 2014, p. 281; Colyvan, 2001, pp. 73–74.
36. ↑  «1986 Lakatos Award» (en inglés británico). London School of Economics, Department of Philosophy, Logic and Scientific Method. 15 de septiembre de 1987. Consultado el 8 de junio de 2025.
37. ↑  «Science Without Numbers, 40 Years Later». Universidad de California en San Diego. Noviembre de 2020. Introduction. Consultado el 10 de junio de 2025.